# Villanueva Mesía
Villanueva Mesía là một đô thị ở tỉnh Granada, cộng đồng tự trị Andalusia, Tây Ban Nha. Theo điều tra dân số 2004 của Viện thống kê Tây Ban Nha (INE), đô thị này có dân số là 2158 người. Diện tích đô thị này là 11,18 ki-lô-mét vuông. Đô thị này nằm ở độ cao 489 m trên mực nước biển.